# Porites
Genre
Porites est le nom d'un genre de coraux massifs, souvent caractérisé par des digitations (forme évoquant des doigts).
Certains Porites forment des blocs extrêmement solides et compacts : ce sont des organismes dits « bioconstructeurs » qui participent à la construction des récifs biogènes.

## Répartition
On trouve les porites dans les eaux tropicales chaudes de la Mer Rouge, du bassin Indo-Pacifique tropical, des Caraïbes et de l’Atlantique tropical.

## Description

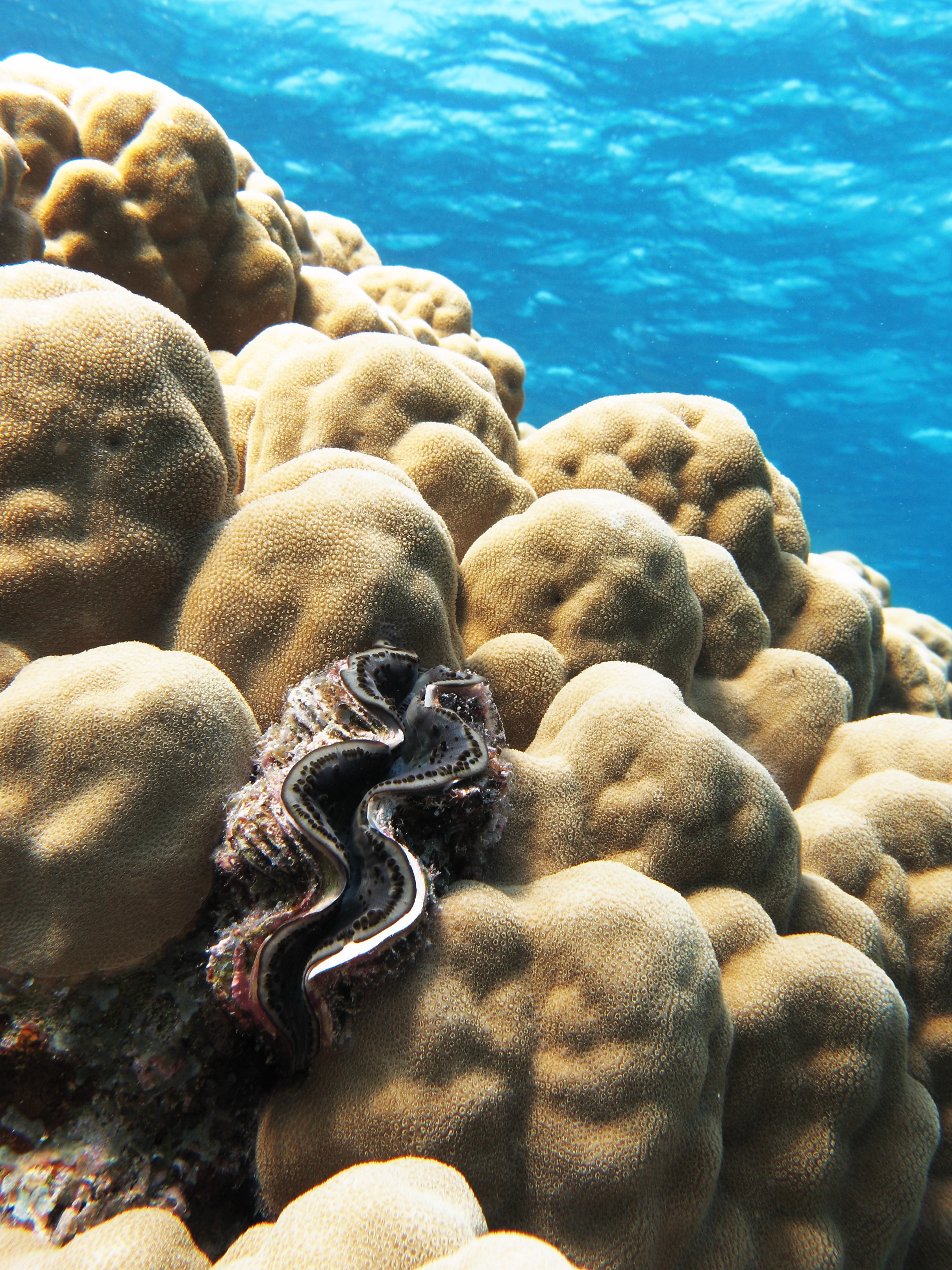
Un bénitier (Tridacna maxima) dans un Porites nodifera.

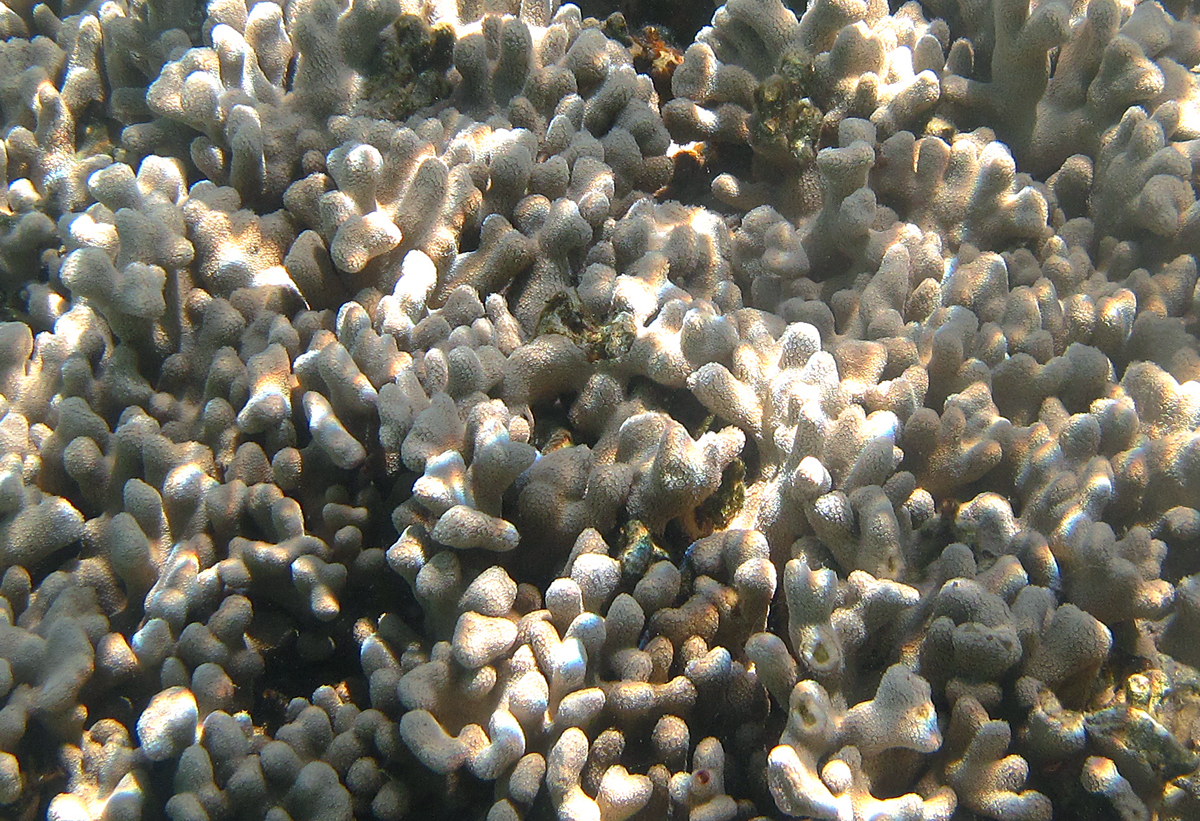
Porites compressa à La Réunion.

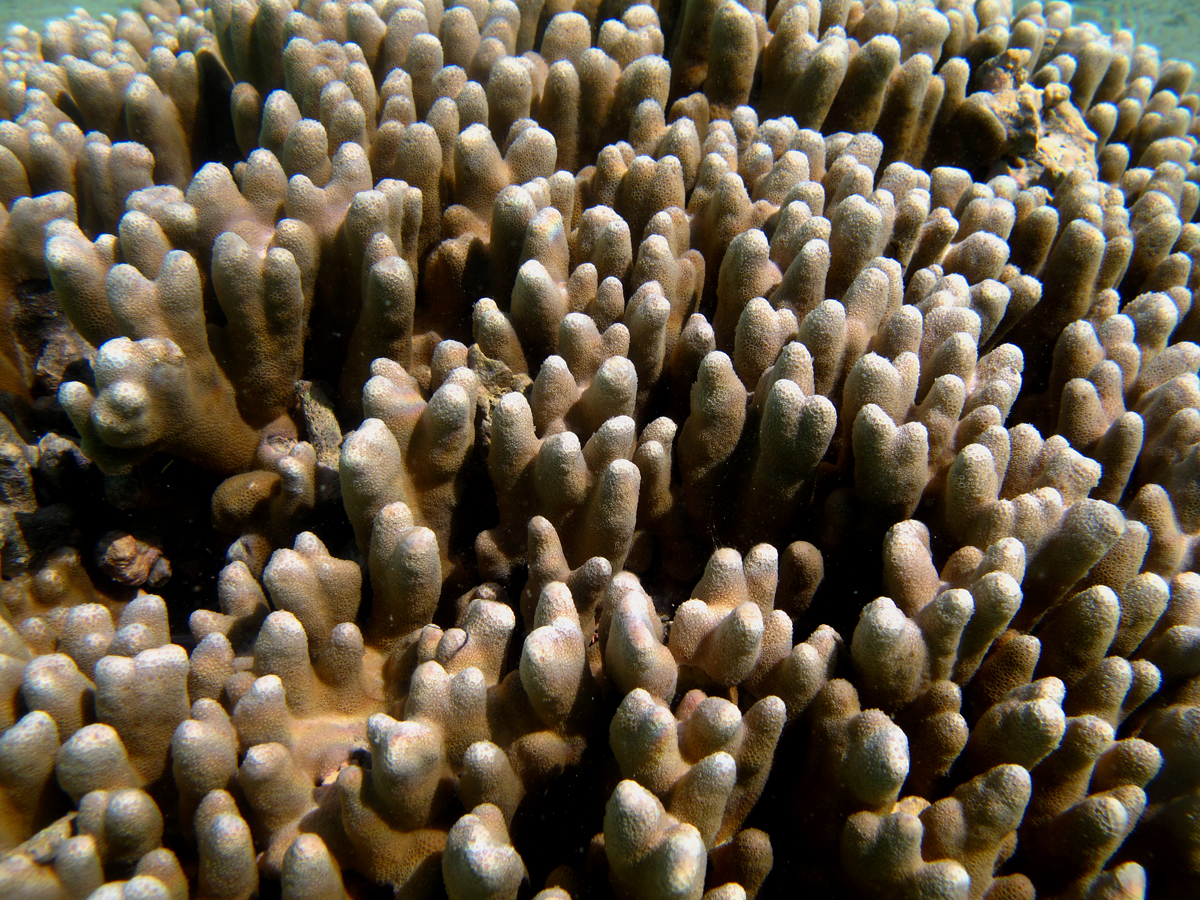
Porites cylindrica à La Réunion.

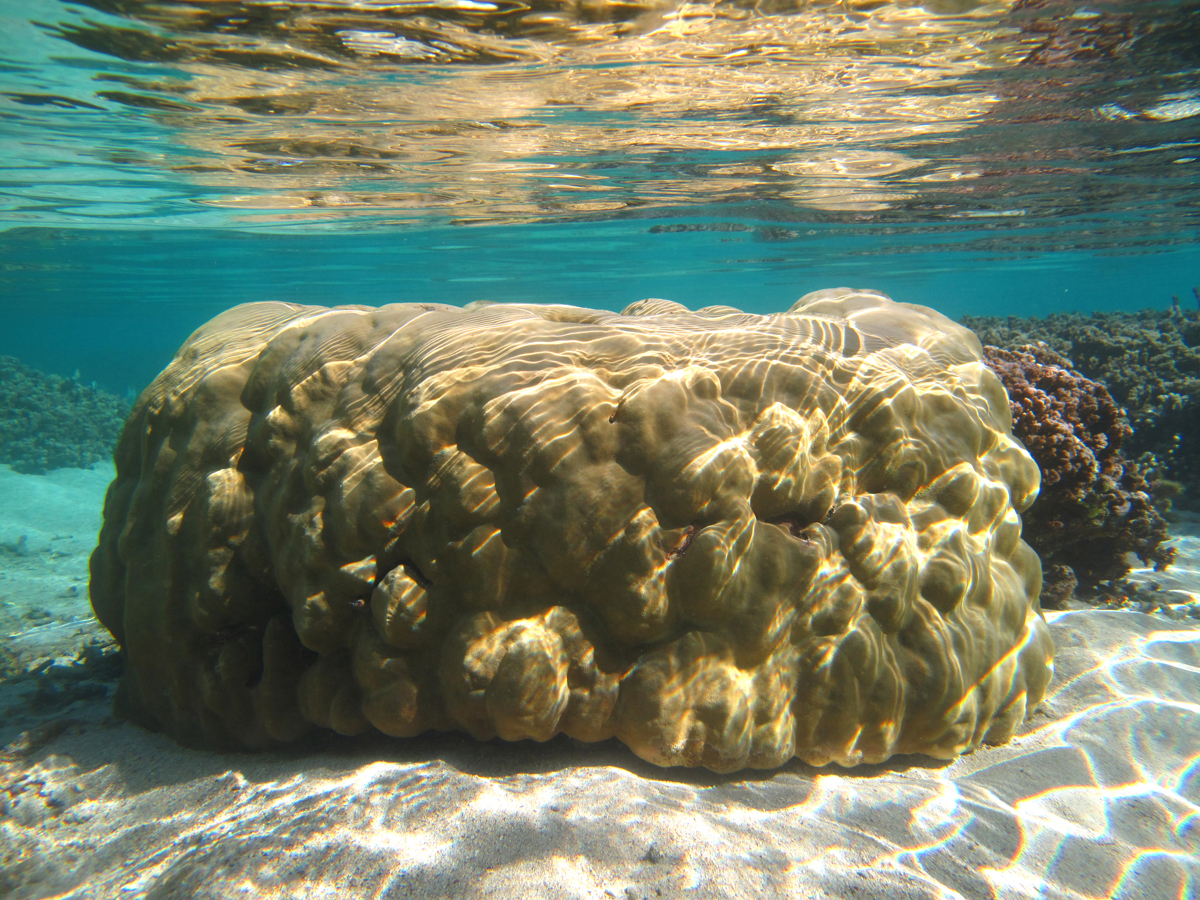
Porites lutea à La Réunion.

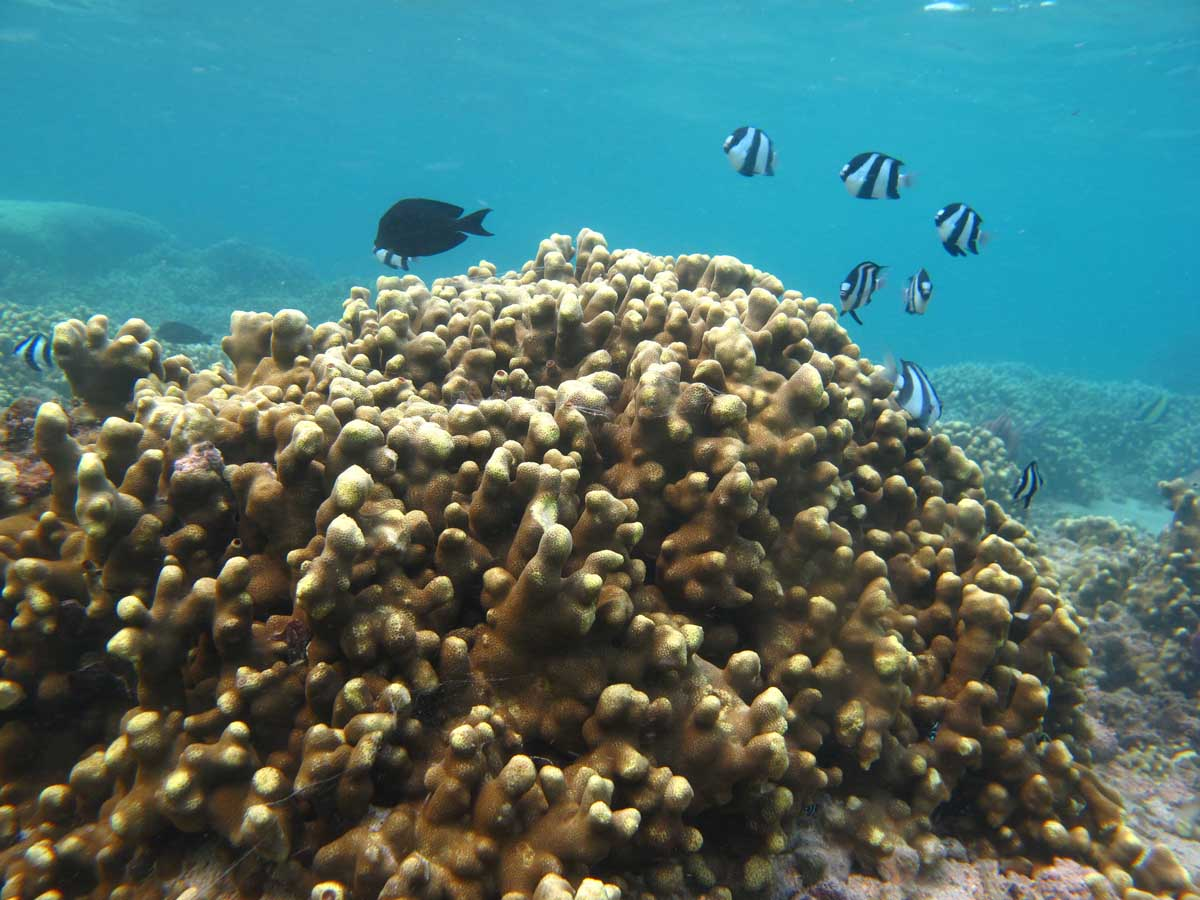
Porites nigrescens à La Réunion.

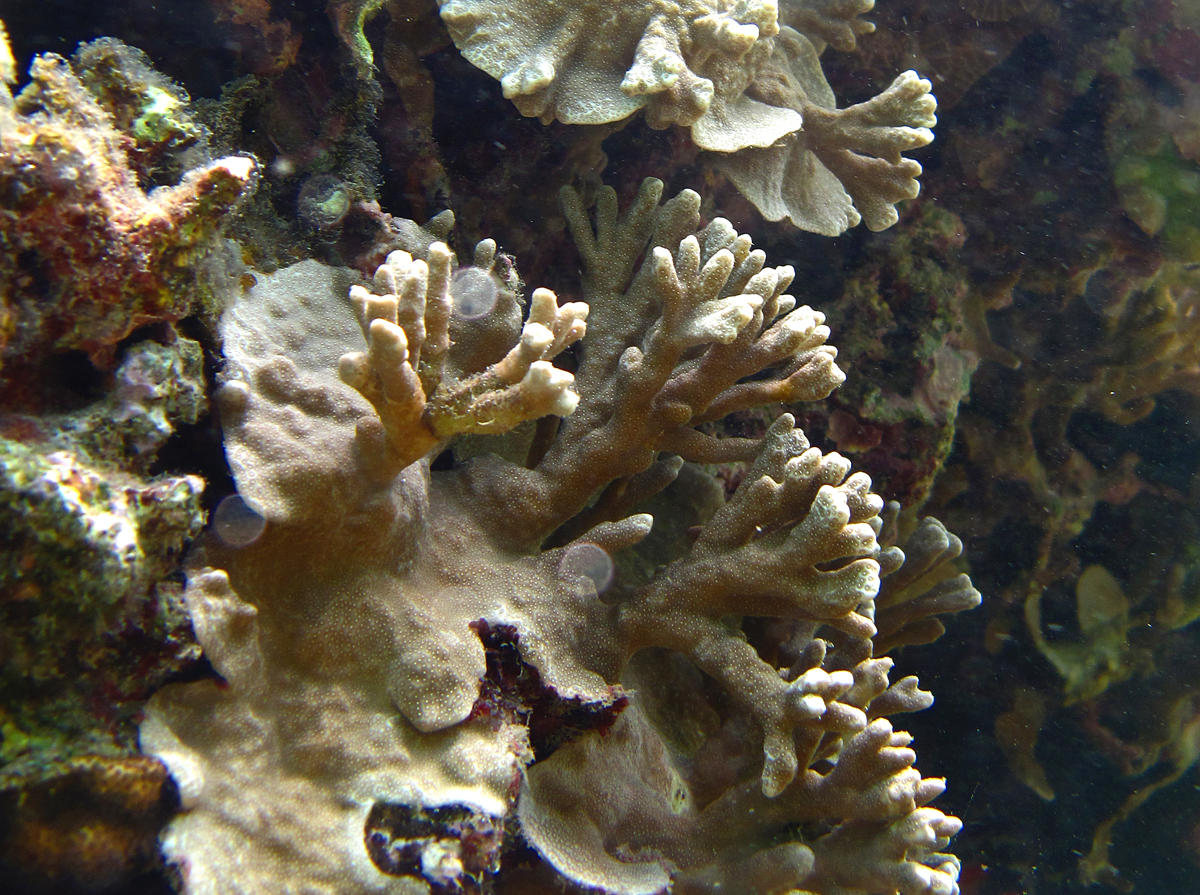
Porites rus à La Réunion.

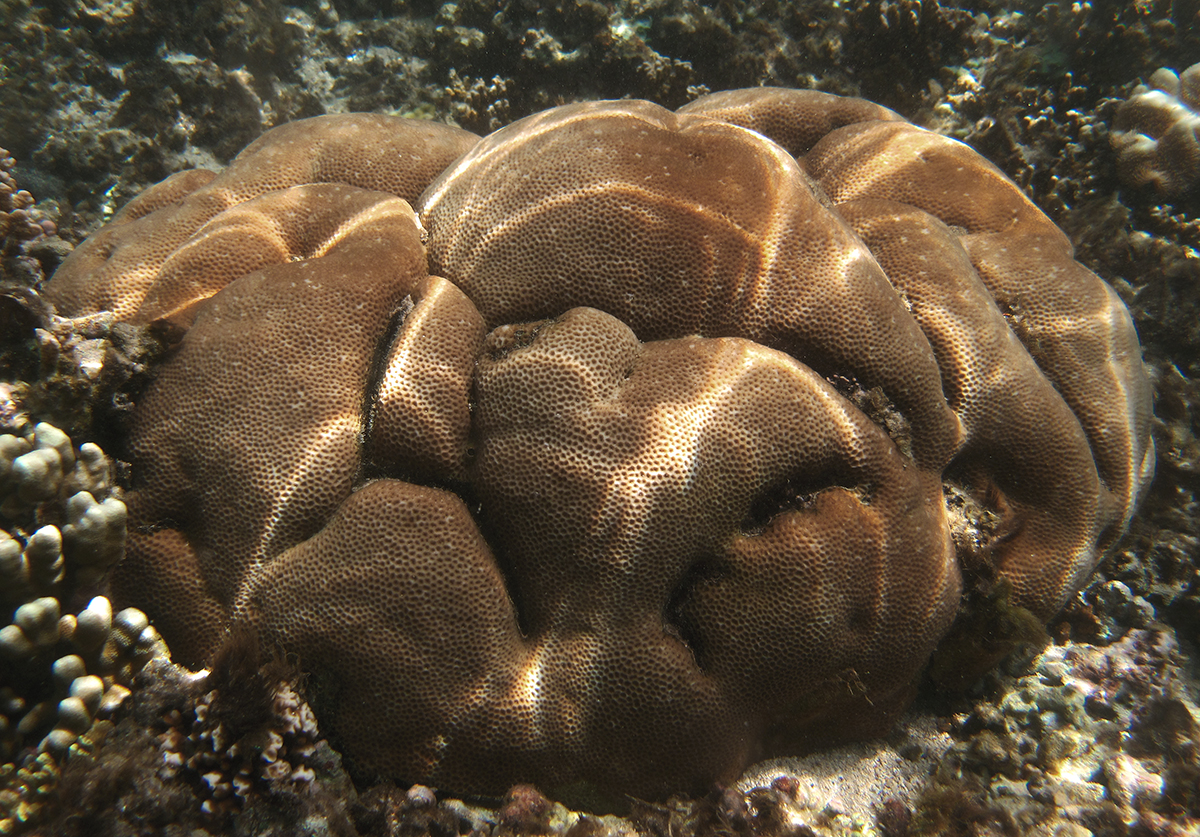
Porites solida à La Réunion.

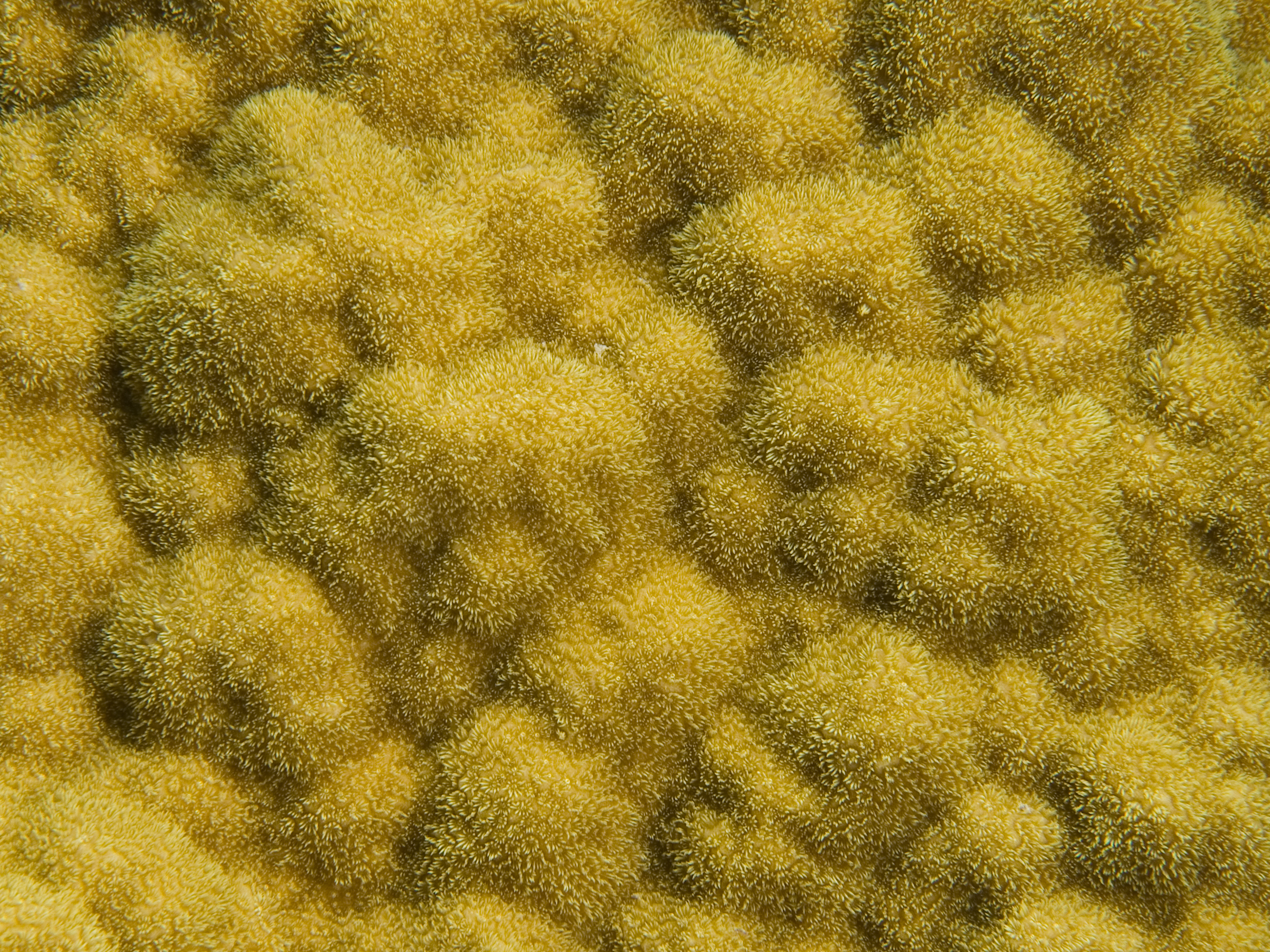
Gros plan sur les polypes d'un Porites asteroides.

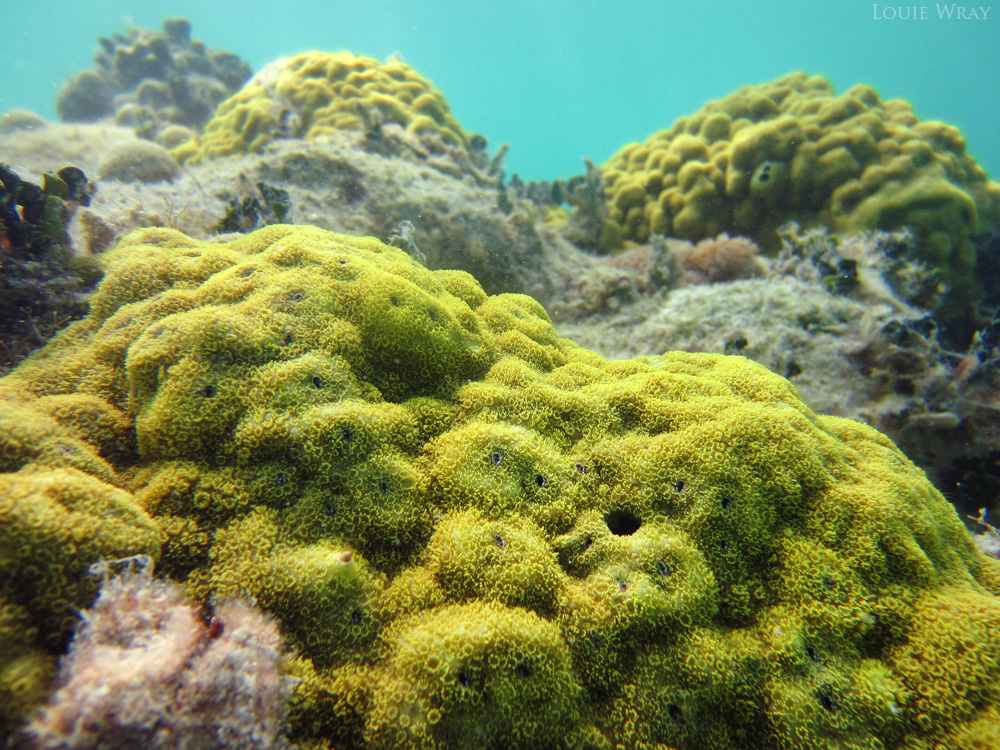
Un Porites en Floride.

Ce sont généralement des coraux extrêmement compacts et solides, à croissance lente et à durée de vie longue. Ils sont considérés comme plus résistants aux prédateurs (poissons perroquets, étoiles de mer corallivores...) que les coraux à croissance rapide, et abritent souvent de nombreux symbiotes (vers tubicoles, bénitiers, huîtres corallicoles...). Ils constituent donc un élément à la fois central et fragile des écosystèmes coralliens.
En outre, la solidité de leur squelette fait qu'à leur mort, leur corps ne se désagrège pas mais forme un nouveau substrat dur sur lequel de nombreux autres organismes pourront élire domicile : ils constituent ainsi des briques essentielles à la formation d'un récif de corail, où ils font partie des principales espèces fondatrices.
Les colonies de porites peuvent être encroûtantes, aplaties (foliacées), ramifiées ou massives en forme de dôme. Les colonies en forme de dôme peuvent atteindre 8 m de hauteur et être âgées de près de 1000 ans.

## Alimentation
La principale source de son alimentation vient de sa symbiose avec les zooxanthelles. La source secondaire de son alimentation, c'est, comme tous les cnidaires, le plancton qu'il attrape avec ses tentacules urticantes.

## Liste sous-taxons
| Selon World Register of Marine Species (31 janvier 2014) : ... - Porites annae Crossland, 1952 - Porites aranetai Nemenzo, 1955 - Porites arnaudi Reyes-Bonilla & Carricart-Ganivet, 2000 - Porites astreoides Lamarck, 1816 - Porites attenuata Nemenzo, 1955 - Porites australiensis Vaughan, 1918 - Porites baueri Squires, 1959 - Porites bernardi Vaughan, 1907 - Porites branneri Rathbun, 1887 - Porites brighami Vaughan, 1907 - Porites californica Verrill, 1868 - Porites capricornis Rehberg, 1891 - Porites clavaria Lamarck, 1816 - Porites cocosensis Wells - Porites colonensis Zlatarski, 1990 - Porites columnaris Klunzinger - Porites compressa Dana - Porites cumulatus Nemenzo, 1955 - Porites cylindrica Dana, 1846 - Porites decasepta Claereboudt, 2007 - Porites deformis Nemenzo, 1955 - Porites densa Vaughan, 1918 - Porites desilveri Veron, 2002 - Porites discoidea Studer, 1901 - Porites divaricata Le Sueur, 1820 - Porites duerdeni Vaughan, 1907 - Porites echinulata Klunzinger - Porites eridani Umbgrove, 1940 - Porites evermanni Vaughan, 1907 - Porites faustinoi Hoffmeister - Porites flavus Veron, 2002 - Porites fontanesii Benzoni & Stefani, 2012 - Porites furcata Lamarck, 1816 - Porites gabonensis Gravier, 1911 - Porites harrisoni Veron, 2002 - Porites heronensis Veron, 1985 - Porites horizontalata Hoffmeister - Porites iwayamaensis Eguchi - Porites lanuginosa Studer, 1901 - Porites latistella Quelch, 1884 - Porites lichen Dana, 1846 - Porites lobata Dana, 1846 - Porites lutea Milne Edwards & Haime, 1860 - Porites mauritiensis Bernard - Porites mayeri Vaughan, 1918 - Porites monticulosa Dana, 1846 - Porites mordax Dana - Porites murrayensis Vaughan - Porites myrmidonensis Veron, 1985 - Porites napopora Veron, 2002 - Porites negrosensis Veron, 1990 - Porites nigrescens Dana, 1848 - Porites nodifera Klunzinger - Porites nodulosa Verrill - Porites okinawensis Veron, 1990 - Porites panamensis Verrill, 1864 - Porites porites (Pallas, 1766) - Porites profundus Rehberg, 1891 - Porites pukoensis Vaughan - Porites punctata (Klunzinger) - Porites rugosa Fenner & Veron, 2002 - Porites rus (Forskål, 1775) - Porites schauinslandi Studer, 1901 - Porites sillimaniani Nemenzo, 1976 - Porites solida (Forskål, 1775) - Porites somaliensis Gravier - Porites stephensoni Crossland, 1952 - Porites studeri Vaughan, 1907 - Porites sverdrupi Durham, 1947 - Porites tenuis Verrill, 1866 - Porites tuberculosa Veron, 2002 - Porites undulata - Porites vaughani Crossland, 1952 | Selon ITIS (31 janvier 2014) : - Porites annae Crossland, 1952 - Porites aranetai Nemenzo, 1955 - Porites astreoides Lamarck, 1816 - Porites attenuata Nemenzo, 1955 - Porites australiensis Vaughan, 1918 - Porites baueri Squires, 1959 - Porites branneri Rathbun, 1888 - Porites colonensis Zlatarski, 1990 - Porites compressa Dana, 1846 - Porites cumulatus Nemenzo, 1955 - Porites cylindrica Dana, 1846 - Porites deformis Nemenzo, 1955 - Porites densa Vaughan, 1918 - Porites divaricata - Porites echinulata Klunzinger, 1879 - Porites eridani Umbgrove, 1940 - Porites evermanni Vaughan, 1907 - Porites favosa Dana, 1846 - Porites furcata Lamarck, 1816 - Porites gabonensis Gravier, 1911 - Porites heronensis Veron, 1985 - Porites horizontalata Hoffmeister, 1925 - Porites iwayamaensis Eguchi, 1938 - Porites latistella Quelch, 1884 - Porites lichen Dana, 1846 - Porites lobata Dana, 1846 - Porites lutea Milne-Edwards & Haime, 1860 - Porites matthaii Wells - Porites mayeri Vaughan, 1918 - Porites murrayensis Vaughan, 1918 - Porites myrmidonensis Veron, 1985 - Porites negrosensis Veron, 1990 - Porites nigrescens Dana, 1846 - Porites nodifera Klunzinger, 1879 - Porites okinawensis Veron, 1990 - Porites panamensis Verrill, 1866 - Porites porites (Pallas, 1766) - Porites rus (Forskål, 1775) - Porites sillimaniani Nemenzo, 1976 - Porites solida (Forskål, 1775) - Porites somaliensis Gravier, 1910 - Porites stephensoni Crossland, 1952 - Porites sverdrupi Durham, 1947 - Porites undulata (Klunzinger, 1879) - Porites vaughani Crossland, 1952 |

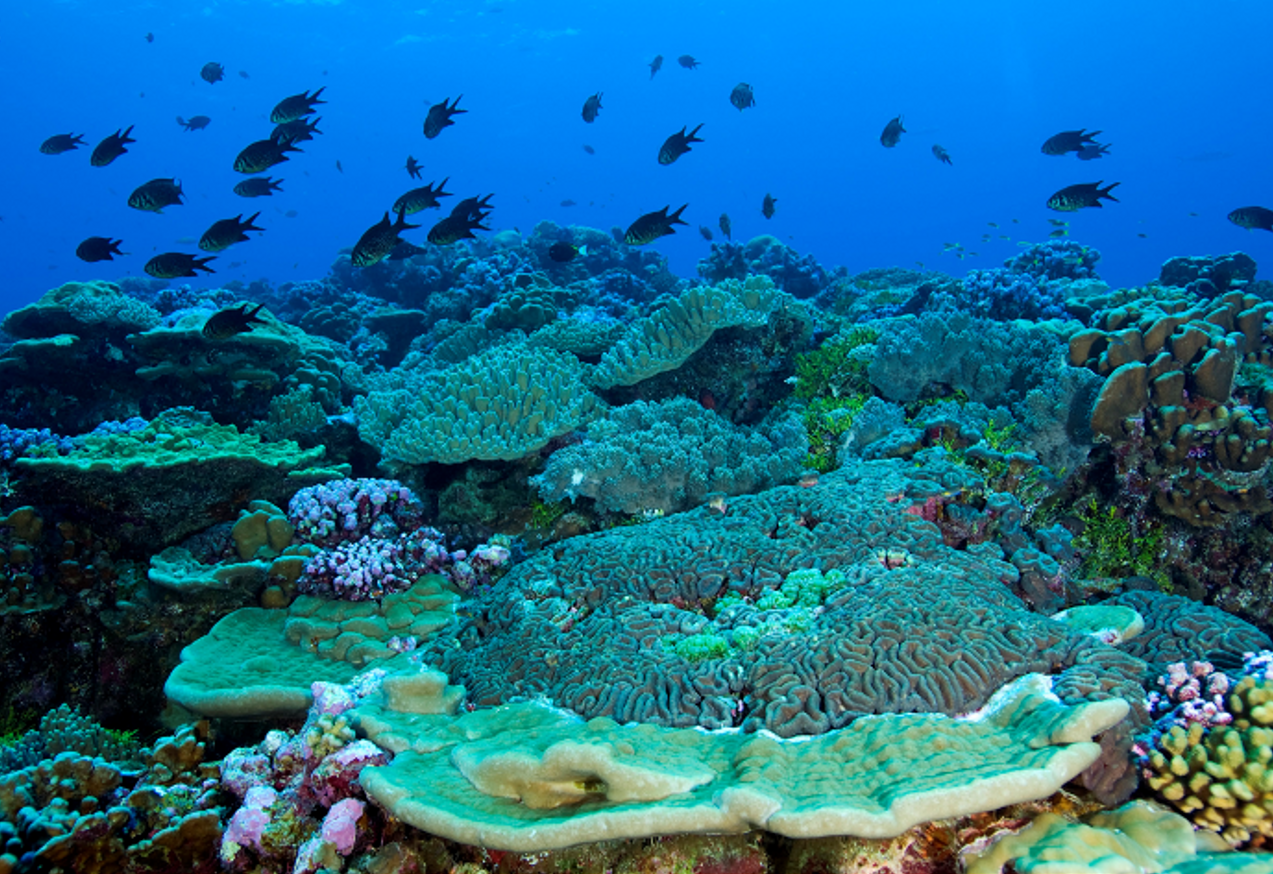
Assemblage corallien sur l'atoll de Palmyra, avec plusieurs espèces de Porites.
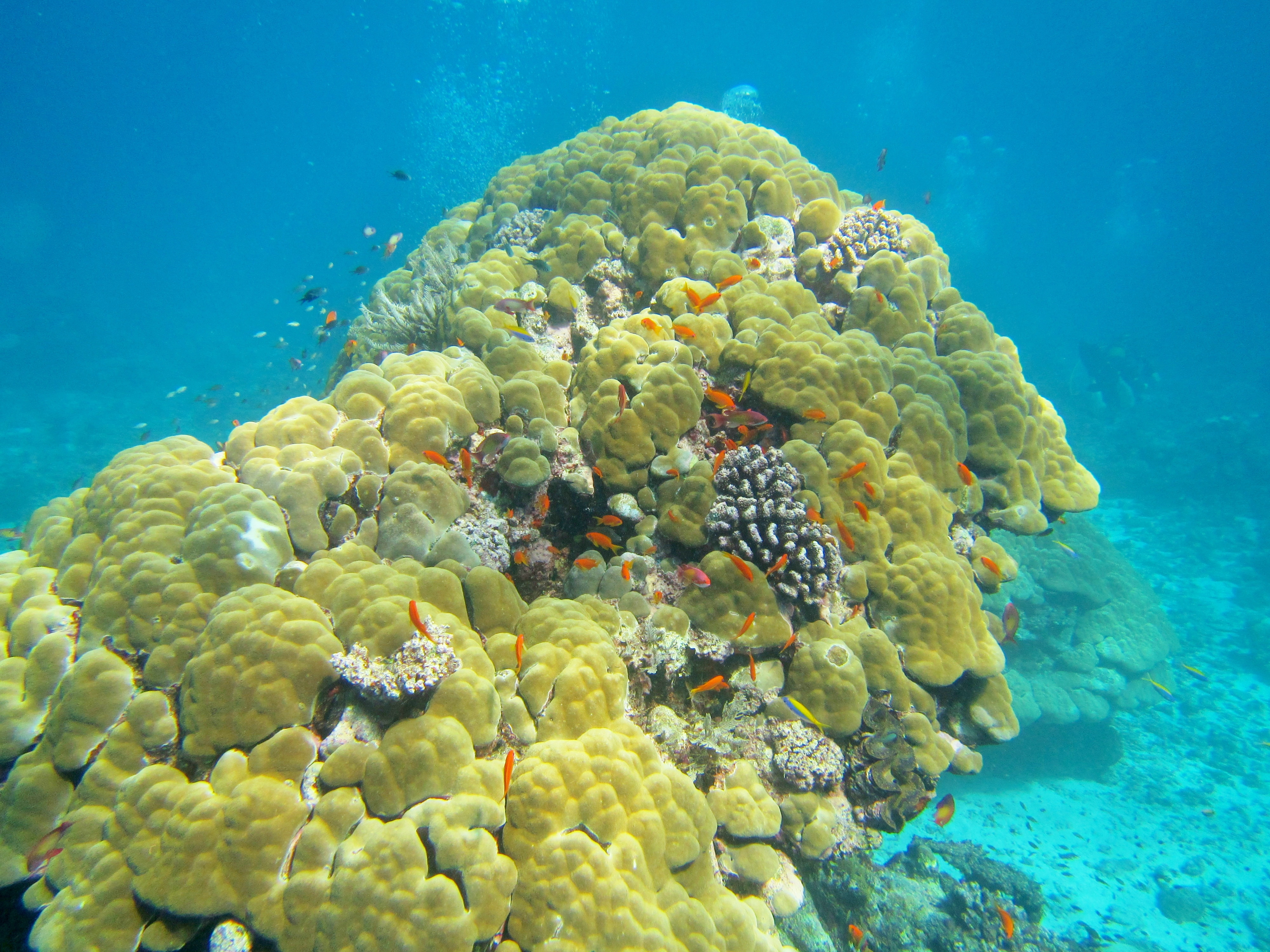
Colonie d'âge vénérable à Mayotte.